# Хайнрих II фон Феринген
Хайнрих II фон Феринген (на немски: Heinrich II, Graf von Veringen; † сл. 15 март 1282) е граф на Феринген в днешен Баден-Вюртемберг.

## Произход и наследство
Той е син (от десет деца) на граф Волфрад III фон Феринген († сл. 1267) и съпругата му Анна († сл. 19 април 1254). Внук е на граф Волфрад II фон Неленбург-Феринген († 1234/1237) и съпругата му фон Хайлигенберг, дъщеря на граф Конрад III фон Хайлигенберг († 1208) и Аделхайд фон Нойфен († сл. 1240). Потомък е на граф Марквард I фон Феринген-Зигмаринген († 1165) от род Епенщайни и съпругата му фон Неленбург, дъщеря наследничка на Еберхард фон Неленбург († сл. 1112). Брат е на граф Волфрад IV фон Феринген-Неленбург Млади († пр. 8 март 1270).
Братята наследяват Графство Неленбург.

## Фамилия
Хайнрих II фон Феринген се жени пр. 10 април 1269 г. за Верена фон Клинген († пр. 27 юли 1314), дъщеря на рицар Валтер фон Клинген, фогт фон Бишофсцел, поет, минезингер († 1286), и София фон Фробург († сл. 1291), дъщеря на граф Херман III фон Фробург († 1237) и графиня Хайлвиг фон Хабсбург († 1263), дъщеря на граф и ландграф Рудолф II фон Хабсбург Добрия († 1232) и Агнес фон Щауфен-Брайзгау († 1232), леля на крал Рудолф I. Те имат пет деца:
- Хайнрих фон Неленбург († 26 януари 1327)
- Анна фон Феринген († сл. 1320), омъжена за граф Хуго IV фон Монфор-Фелдкирх († 11 август 1310), син на граф Рудолф II фон Монфор-Фелдкирх († 1302) и Агнес фон Грюнинген († 1328)
- София фон Неленбург († сл. 1322), омъжена I. за Симон II фон Геролдсек († 1296), II. сл. 1296 г. за Конрад I фон Лихтенберг († 1305)
- дете фон Неленбург, женено за фон Бухег
- ? Конрад фон Неленбург († 26 април сл. 1300)